# Leopoldo Peres
Leopoldo Carpinteiro Peres (Cabo de Santo Agostinho, PE, 9 de agosto de 1901 – Rio de Janeiro, RJ, 26 de novembro de 1948) é um advogado, professor, jornalista e político brasileiro que foi deputado federal pelo Amazonas.

## Dados biográficos
Filho de Manoel Carpinteiro Peres e Maria da Paz de Gusmão Carpinteiro Peres. Aos seis anos mudou para Manaus junto com a família e em 1922 formou-se advogado na Universidade Federal do Amazonas. Professor no Ginásio Amazonense e no Colégio Dom Bosco, elegeu-se deputado estadual constituinte em 1934, mas perdeu o  mandato por conta do Estado Novo. Membro do Conselho Administrativo do Amazonas, fundou e presidiu a Associação Amazonense de Imprensa, foi sócio da Associação Brasileira de Imprensa e ainda secretário da Academia Amazonense de Letras, além de promotor de justiça em Manaus e professor da Universidade Federal do Amazonas.
Retornou à política ao eleger-se deputado federal pelo PSD em 1945, falecendo no exercício do mandato.